# TTIP in ambito sanitario
Il Transatlantic Trade and Investment Partnership (TTIP) in ambito sanitario ha come obiettivo quello di integrare i due mercati (Unione europea e Stati Uniti d'America), riducendo i dazi doganali e rimuovendo, in una vasta gamma di settori, le barriere non tariffarie, ossia le differenze in regolamenti tecnici, norme e procedure di omologazione, standard applicati ai prodotti, regole sanitarie e fitosanitarie.
In generale secondo stime ufficiali della Commissione europea dicono il Pil europeo potrebbe aumentare nel corso degli anni dello 0,5%. In contrapposizione a questa previsione, numerose altre previsioni poco ottimistiche provenienti da fonti autorevoli, tra cui premi nobel americani e esperti della London School of Economics, indicherebbero il contrario.

## Preoccupazioni
A partire dal 2014 questa materia è oggetto di articoli scientifici pubblicati su riviste censite da PubMed. Emerge sempre più in letteratura scientifica e non, un aspetto, apparentemente non immediatamente evidente, ma molto ben correlato al disease mongering è cioè il ruolo che avrà il TTIP nello sviluppo e diffusione dei farmaci tra l'Europa e gli Stati Uniti.

### Opacità delle trattative negoziali
Un primo elemento di preoccupazione, secondo alcuni, è legato all'opacità dei negoziati, con conseguente mancanza di notizie certe.
(Hilary J., The Transatlantic Trade and Investment Partnership and UK healthcare. BMJ 2014)

### Rischi per i sistemi sanitari pubblici
In Gran Bretagna, nell'aprile del 2015, in un articolo sul British Medical Journal, l'autore Matthew Limb esprime la preoccupazione per il rischio che il Sistema Sanitario nazionale Inglese possa essere smantellato con gli accordi di partenariato del TTIP.
La stessa preoccupazione è espressa da Navarro V. economista politico dell'Università di Barcellona in Spagna, secondo il quale molte delle precedenti misure prese nei trattati di libero scambio «hanno poco a che fare con l'incoraggiamento del libero scambio». Egli fa riferimento al prezzo del sofosbuvir, farmaco contro l'epatite C, che costa 84 000 $ per ogni ciclo terapia/paziente, a fronte di un costo pari a un quarto dell'equivalente generico indiano. La forti protezioni brevettuali previste nel TTIP spingerebbero in tale direzione. 
Un altro rischio per la sanità spagnola, sostiene lo stesso autore, può essere dato dal fatto che i servizi pubblici sono gestiti dallo stato a fronte di un possibile passaggio di consegne al settore privato, con le conseguenti logiche di profitto.
Peraltro, negli USA, a fronte delle non più accettabili insufficienze del sistema sanitario pubblico, si è voluto ovviare approvando il cosiddetto Obamacare (The Patient Protection and Afordable Care Act [PPACA]).
Secondo alcuni autori, occorrerebbe cautela nel giudicare il TTIP come un semplice accordo di scambi commerciali: esso, infatti, avrà pesanti implicazioni sulle procedure di controllo e di regolamentazione sull'uso e la promozione dei farmaci e del tabacco.

### Sanzioni pecuniarie
Saranno pesanti le implicazioni sulle necessarie convergenze normative, con misure che consentano agli investitori stranieri di citare in giudizio i governi che ostacoleranno il libero scambio delle merci e ostacoleranno con forti protezioni della proprietà intellettuale.
Quest'accordo inciderebbe sulla capacità di protezione del consumatore che attualmente esercitano l'EMA e le agenzie di protezione sugli alimenti, notoriamente più restrittive delle "consorelle" USA. 
Ciò anche se l'EU intende escludere dal trattato i dati che si riferiscono alla protezione della salute pubblica, secondo Holly Jarman, infatti, sarà difficile mantenere ciò.
Lo stesso cita il caso delle aziende di tabacco che hanno spinto i governi in Australia e Uruguay a recedere su leggi più restrittive verso il fumo. Spesso, infatti, le multinazionali del tabacco usano gli accordi commerciali inter-statali per superare le norme restrittive verso il fumo dei singoli paesi. Sono solo raccomandazioni quelle di evitare tra le parti implicate nella difficile trattativa i possibili conflitti tra multinazionali e stati sovrani.

### Protezione intellettuale
Il problema della protezione intellettuale sembra inoltre, essere un aspetto delicatissimo nel TTIP dal momento che gli USA spingono verso forme di protezione di IP esasperate verso sempre più varietà vegetali ed animali brevettate.
Infine si pone il problema delle forze in campo nella trattativa in corso visto la difficoltà delle organizzazioni non governative dei consumatori di dialogare tra loro al contrario delle grandi imprese organizzate.
(Jarman H. Public health and the Transatlantic Trade and Investment Partnership. Eur J Public Health. 2014 Apr;24(2):181.)
Una posizione possibilista l'assumono Marine Faure e Brian Ward che sostengono che il TTIP favorirà gli scambi con un vantaggio per le zone meno avvantaggia europee garantendo sviluppo ed occupazione. l'armonizzazione delle normative favorirà gli standard nei controlli e nelle sperimentazioni cliniche, con un vantaggio per lo sviluppo di nuovi farmaci con una condivisione dei dati tra le due sponde dell'atlantico.

### Sinossi
In un articolo apparso nel marzo 2016 due ricercatori italiani: Roberto De Vogli dell'Università della California Davis negli USA e Noemi Renzetti dell'University College di Londra in Gran Bretagna. Essi insieme a Paolo Vineis, noto epidemiologo italiano che lavora all’Imperial College di Londra, che ha scritto un editoriale di accompagnamento all'articolo, scrivono mettendo in guardia sui pericoli della cessione del controllo dei governi, cessione del controllo determinata da un approccio commerciale di tipo liberista che il TTIP fortemente incoraggia. Cessione di controllo che però tende ad incrementare le disuguaglianze economiche e, con esse, la possibilità di accedere alle cure. Questo articolo viene ripreso il 18 marzo 2015 dalla rivista Le Scienze che ne da ampia diffusione tra i suoi lettori.
In particolare gli autori dell'articolo prendono in esame le seguenti categorie di fattori di rischio o determinanti della salute (vedi tabella):
- l’accesso ai farmaci e all’assistenza sanitaria;
- il consumo di alcol e tabacco;
- patologie correlate alla dieta e l’agricoltura;
- la salute ambientale.

|                                                                                                   | Accesso ai farmaci e all’assistenza sanitaria                             | Consumo di tabacco e alcol | Malattie correlate alla dieta e agricoltura | Salute ambientale |
| ------------------------------------------------------------------------------------------------- | ------------------------------------------------------------------------- | --- | --- | --- |
| Ostacoli tecnici al commercio (TBT)                                                               | ↑ Cooperazione nella ricerca e ridotta duplicazione dei processi          | ↑Importazioni di prodotti alcolici ↑ Importazioni di prodotti del tabacco ↑ Consumo di tabacco e alcol                                              | | |
| Proprietà intellettuale (Ip) e aspetti commerciali dei diritti di proprietà intellettuale (Trips) | ↑ Prezzi dei farmaci da prescrizione ↓ Accesso ai farmaci da prescrizione | | | ↓ Regolamentazioni sull’estrazione, trasporto ed esportazione di combustibili fossili ↑Malattie di polmoni, fegato, reni, sangue e cervello ↑Emissioni di gas serra ↑Mortalità e morbilità causate dal cambiamento climatico |
| Commercio di servizi (TIS)                                                                        | ↑ Privatizzazione del servizio sanitario ↑ Accesso al servizio sanitario  | | | |
| Risoluzione delle controversie tra investitori e singoli stati (ISDS)                             |                                                                           | ↓ Restrizioni alla pubblicità di prodotti del tabacco ↓ Restrizioni alla pubblicità di alcol ↑ Prevalenza di fumatori di tabacco ↑ Consumo di alcol | ↓ Regolamentazioni sul sistema di etichettatura di prodotti alimentari ↑Consumo di prodotti ultraprocessati ↑Prevalenza di obesità, diabete e malattie croniche legate all’alimentazione                                         | |
| Misure sanitarie e fitosanitarie (SPS)                                                            |                                                                           | | ↓ Regolamentazioni su additivi, contaminanti, tossine od organismi in grado di causare malattie in prodotti alimentari, bevande, mangimi e malattie trasmesse da piante o animali ↑ Prevalenza di malattie di origine alimentare | |

## Opportunità

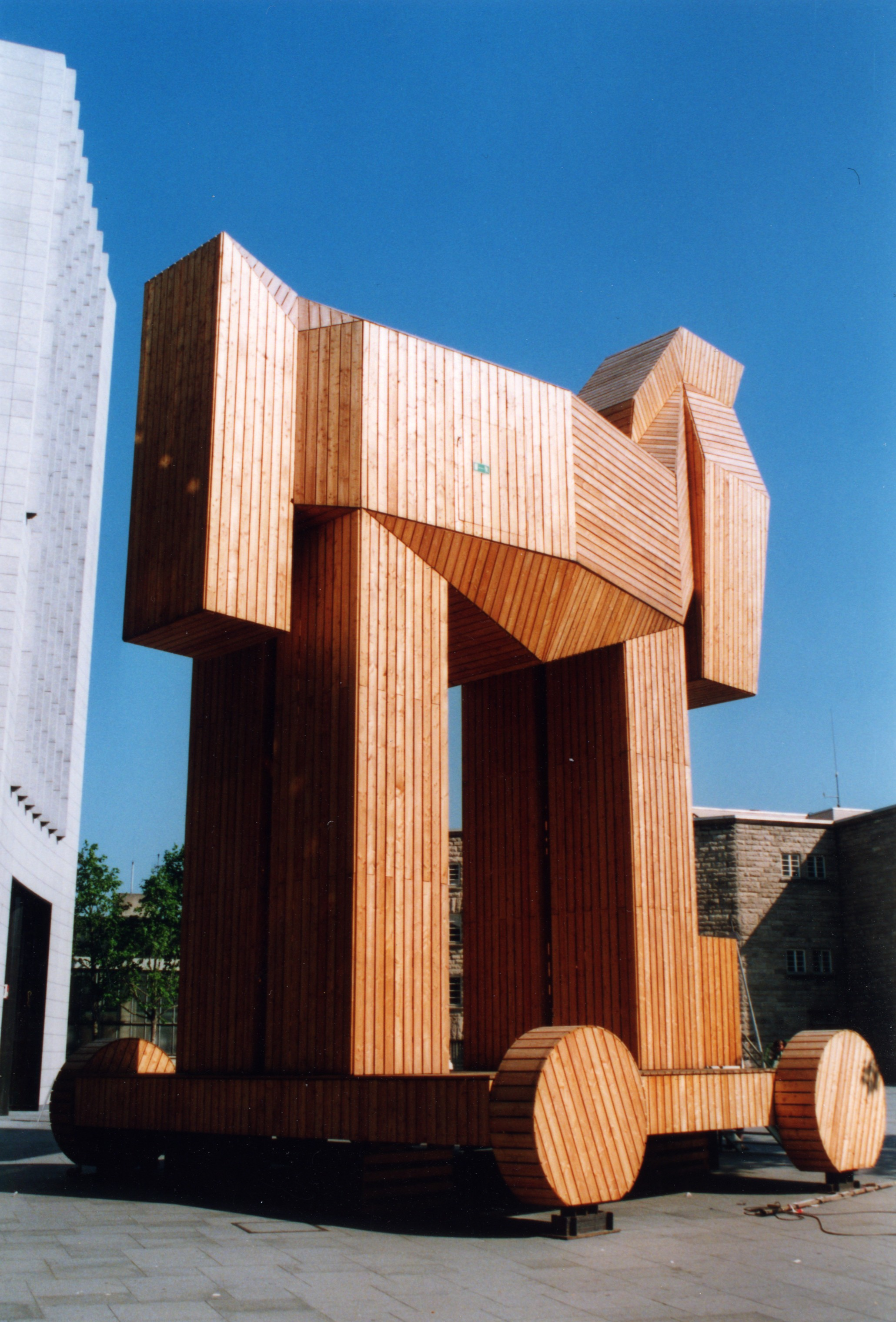
Cavallo di Troia

Un recente articolo scientifico a firma di Marine Faure e Brian Ward dell'European Respiratory Society di Brussel, affronta in modo equilibrato la questione dell'impatto che il TTIP avrà sulle questioni sanitarie in Europa.
I sostenitori del trattato infatti sostengono che questo «sarà l'opportunità di creare crescita e occupazione e promuovere l'assistenza sanitaria in una zona euro ancora in difficoltà.»
Da rilevare come nella consultazione on line che la Commissione europea ha utilizzato per una visione d'insieme utilizzando le risposte degli intervistati contenute nella Relazione sulla consultazione, ha visto scarsamente presente il ruolo dell'Italia come ben evidenziato nella tavola sinottica in calce al documento (Tabella 1: Distribuzione delle risposte per Stato membro).
I sostenitori del trattato indicano questi vantaggi:
- migliorerà la cooperazione in materia di sperimentazioni cliniche.
- Maggiori ispezioni negli impianti delle aziende farmaceutiche.
- Una maggiore cooperazione potrebbe ridurre le duplicazioni evitabili e «aprirebbe la strada per lo sviluppo di standard globali.»
- Una riduzione dei costi di registrazione dei farmaci per le aziende medie e piccole.
- Un più rapido ingresso sul mercato di farmaci e trattamenti innovativi.

Il pericolo che normative europee, notoriamente più restrittive di quelle USA circa gli OGM e circa la protezione per la salute, possono essere messe in discussione con un indebolimento di esse, sembra essere scongiurato perché si legge nell'articolo non sarà applicata la legge del minimo comune denominatore, quanto il tentativo di eliminare i duplicati e le burocrazie inutili. Creando in questo modo un'opportunità per intensificare le relazioni commerciali e gli investimenti transatlantici esistenti e per creare posti di lavoro e la crescita su entrambi i lati dell'atlantico, senza dover spendere denaro pubblico.
Si fa a tal proposito riferimento al negoziato con il Canada (CETA) in cui la carne con ormoni della crescita in EU non può comunque essere importata stesso discorso per la carne di pollo trattata con cloro come sbiancante.
Nello stesso articolo le preoccupazioni citate circa l'adozione del TTIP sono le stesse di quelle sopra esposte nel paragrafo preoccupazioni.

Lo stesso articolo si conclude così:
(Marine Faure e Brian Ward)